# Lebbeus tosaensis
Lebbeus tosaensis is een garnalensoort uit de familie van de Hippolytidae. De wetenschappelijke naam van de soort is voor het eerst geldig gepubliceerd in 2003 door Hanamura & Abe.